# Zofia Chlebowska

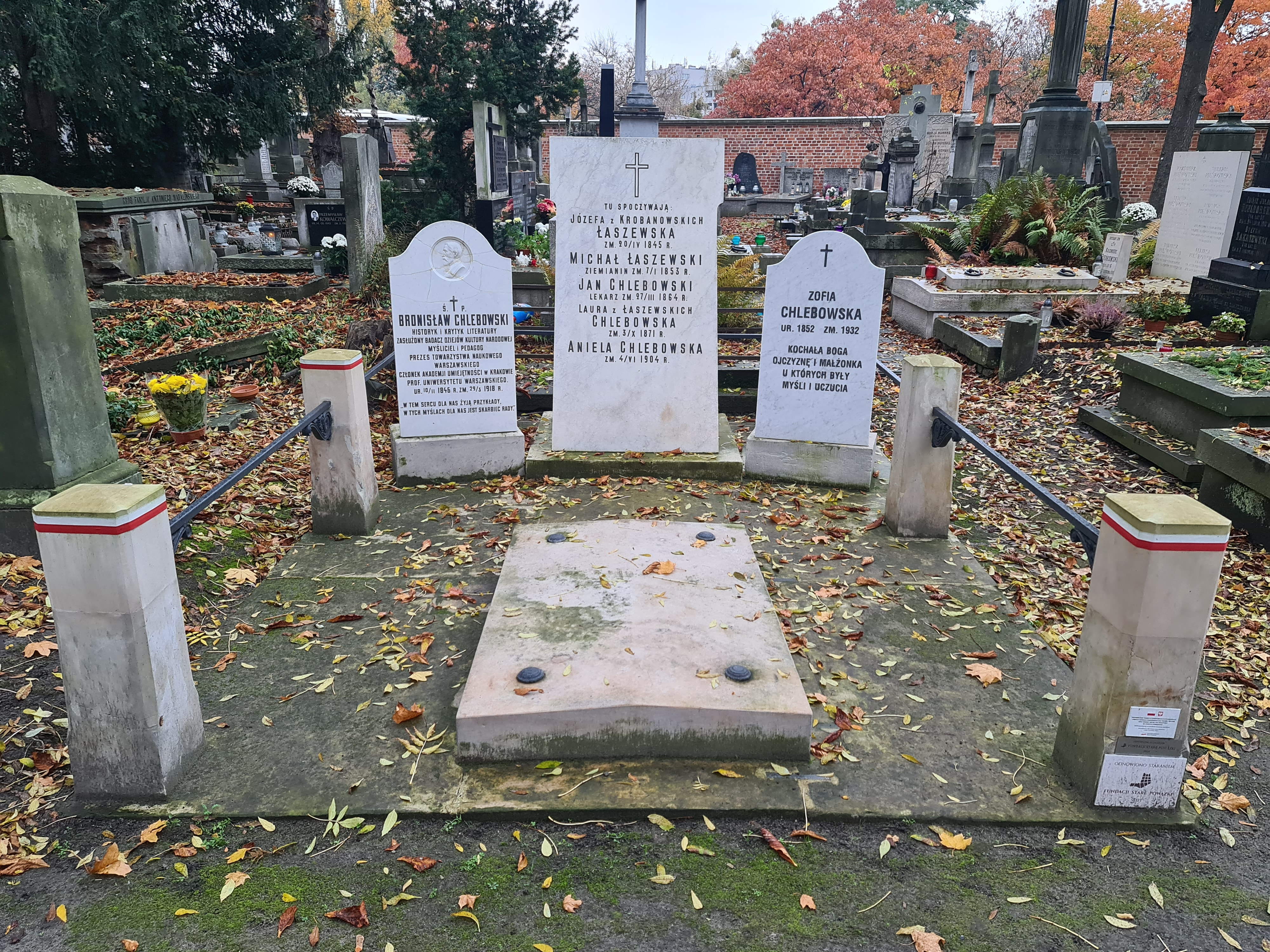
Grób rodzinny Jana i Zofii Chlebowskich

Zofia Józefa Chlebowska (ur. 14 maja 1852 w Warszawie, zm. 27 stycznia 1932 tamże) – polska działaczka oświatowa, siostra Bronisława Chlebowskiego.

## Życiorys
Ukończyła pensję Skłodowskiej w Warszawie. Następnie wraz z bratem i siostrą Anielą (zm. w 1904 roku) prowadzili instytut wydawniczy Słownika geograficznego Królestwa Polskiego.
Pod koniec lat 80. XIX wieku aresztowana za udział w obchodach rocznicy 3 maja w Ogrodzie Botanicznym UW w Warszawie. W związku z tym musiała wyjechać z Warszawy i osiadła w 1890 roku w Suchedniowie, gdzie pracowała jako nauczycielka na pensji p. Peck. Prowadziła tajną pracę oświatową, stworzyła czytelnię, pomagała mieszkańcom zarówno polskim, jak i żydowskim (np. w czasie epidemii w miejscowym getcie. Utworzyła stypendia dla wiejskich uczennic Suchedniowa.
Przed 1903 rokiem wróciła do Warszawy, gdzie kontynuowała tajne nauczanie. Po śmierci Bronisława Chlebowskiego (zm. 1918) opiekowała się jego wydawnictwami.
W spadku połowę swojego majątku przekazała Towarzystwu Naukowemu Warszawskiemu, a drugą połowę – Kasie im. Józefa Mianowskiego. Została pochowana na cmentarzu Powązkowskim kw. 27 wprost rząd 3 miejsce 18–20.